# Lipstick Traces (A Secret History of Manic Street Preachers)
Lipstick Traces (A Secret History of Manic Street Preachers) is een verzamelalbum van de Welshe alternatieve rockband Manic Street Preachers uit 2003. Het bestaat uit een compilatie van B-sides, covers en rariteiten die de band van 1989 tot 2002 had opgenomen.

## Tracks

### CD 1
B-sides en rariteiten.
| Nr. | Titel                          | Duur |
| --- | ------------------------------ | ---- |
| 1.  | Prologue to History            | 4:47 |
| 2.  | 4 Ever Delayed                 | 3:38 |
| 3.  | Sorrow 16                      | 3:46 |
| 4.  | Judge Yr'self                  | 3:03 |
| 5.  | Socialist Serenade             | 4:15 |
| 6.  | Donkeys                        | 3:13 |
| 7.  | Comfort Comes                  | 3:29 |
| 8.  | Mr Carbohydrate                | 4:16 |
| 9.  | Dead Trees and Traffic Islands | 3:45 |
| 10. | Horses Under Starlight         | 3:10 |
| 11. | Sepia                          | 3:56 |
| 12. | Sculpture of Man               | 1:55 |
| 13. | Spectators of Suicide          | 5:06 |
| 14. | Democracy Coma                 | 3:45 |
| 15. | Strip It Down (live)           | 2:42 |
| 16. | Bored Out of My Mind           | 2:57 |
| 17. | Just a Kid                     | 3:36 |
| 18. | Close My Eyes                  | 4:29 |
| 19. | Valley Boy                     | 5:10 |
| 20. | We Her Majesty's Prisoners     | 5:22 |

### CD 2
Covers.
| Nr. | Titel                             | Duur |
| --- | --------------------------------- | ---- |
| 1.  | We Are All Bourgeois Now          | 4:35 |
| 2.  | Rock 'N' Roll Music               | 2:55 |
| 3.  | It's So Easy (live)               | 2:54 |
| 4.  | Take the Skinheads Bowling        | 2:30 |
| 5.  | Been a Son                        | 2:28 |
| 6.  | Out of Time                       | 3:34 |
| 7.  | Raindrops Keep Fallin' on My Head | 2:58 |
| 8.  | Bright Eyes (live)                | 3:14 |
| 9.  | Train in Vain (live)              | 3:16 |
| 10. | Wrote for Luck                    | 2:43 |
| 11. | What's My Name (live)             | 1:45 |
| 12. | Velocity Girl                     | 1:41 |
| 13. | Can't Take My Eyes Off You        | 3:13 |
| 14. | Didn't My Lord Deliver Daniel     | 2:07 |
| 15. | Last Christmas (live)             | 2:05 |